# Littorinimorpha
De Littorinimorpha is een grote orde binnen de Gastropoda. De huidige indeling is gebaseerd op die van Bouchet & Rocroi uit 2005 en eventuele wijzigingen daarop.

## Superfamilies
De volgende superfamilies zijn bij de orde ingedeeld:
- Calyptraeoidea Lamarck, 1809
- Capuloidea J. Fleming, 1822
- Cingulopsoidea Fretter & Patil, 1958
- Cypraeoidea Rafinesque, 1815
- Ficoidea Meek, 1864 (1840)
- Littorinoidea Children, 1834
- Naticoidea Guilding, 1834
- Pterotracheoidea Rafinesque, 1814
- Rissooidea Gray, 1847
- Stromboidea Rafinesque, 1815
- Tonnoidea Suter, 1913 (1825)
- Truncatelloidea Gray, 1840
- Vanikoroidea Gray, 1840
- Vermetoidea Rafinesque, 1815
- Xenophoroidea Troschel, 1852 (1840)

### Synoniemen
- Cassoidea => Tonnoidea Suter, 1913 (1825)
- Crepiduloidea J. Fleming, 1822 => Calyptraeoidea Lamarck, 1809
- Eulimoidea Philippi, 1853 => Vanikoroidea Gray, 1840
- Heteropoda Lamarck, 1812 => Pterotracheoidea Rafinesque, 1814
- Hipponicoidea Troschel, 1861 => Vanikoroidea Gray, 1840
- Rissoacea => Rissooidea Gray, 1847
- Velutinoidea Gray, 1840 => Cypraeoidea Rafinesque, 1815